# Paracheilinus
Paracheilinus là một chi cá biển thuộc họ Cá bàng chài. Chi này được lập bởi Fourmanoir vào năm 1955.
Trong tiếng Anh, tên thường gọi chung cho các loài trong chi này là flasher wrasses, do cá đực thể hiệnmàn tán tỉnh bằng cách chuyển sang kiểu hình hoa văn lóe sáng như đèn neon và căng rộng các vây đầy màu sắc.

## Từ nguyên
Tiền tố pará (παρά trong tiếng Hy Lạp cổ đại, “tương tự”) trong tên chi hàm ý đề cập đến vẻ ngoài của chi này tương đồng với Cheilinus, có gai vây hậu môn thứ hai ngắn hơn thứ ba, và Pseudocheilinus, có răng nanh cong ngược ra ngoài.

## Mô tả chung
Cá đực của Paracheilinus đều có màu sắc sặc sỡ, đặc biệt là khi chúng bước vào giai đoạn giao phối. Ở phức hợp P. filamentosus, cá đực có nhiều tia sợi vươn dài trên vây lưng (luôn là 4 trở lên) với vây đuôi xẻ thùy hình lưỡi liềm. Cá cái nhìn chung có các tông màu đỏ cam, sọc trên cơ thể có màu đỏ.
Paracheilinus thuộc loại bàng chài có kích thước khá nhỏ, với chiều dài chuẩn ghi nhận được thường dưới 7 cm (riêng P. octotaenia lên đến 9 cm, là loài Paracheilinus lớn nhất).
Số gai vây lưng: 9; Số tia vây lưng: 11; Số gai vây hậu môn: 3; Số tia vây hậu môn: 9; Số tia vây ngực: 14; Số gai vây bụng: 1; Số tia vây bụng: 5.

## Sinh thái
Paracheilinus là những loài lưỡng tính tiền nữ (những cá thể từ lúc nở ra thường là cá cái, đến thời điểm nào đó thì chúng sẽ phát triển thành cá đực tới cuối đời) như đa số những loài bàng chài trong họ. Cá đực trưởng thành (đã biến đổi giới tính) luôn lớn hơn và có màu sắc sặc sỡ. Chúng thường sống thành hậu cung gồm nhiều cá cái trong đàn.
Hoạt động tán tỉnh thường bắt đầu khoảng từ 1 đến 2 tiếng trước khi mặt trời lặn. Lúc này, kiểu hình neon trên cá đực sẽ xuất hiện, và các vây của chúng sẽ căng rộng. Măc dù kiểu hình này chỉ xuất hiện rõ ngay trước khi hoàng hôn, ở vài loài vẫn được nhìn thấy trong suốt cả ngày, đặc biệt là khi có sự cạnh tranh cùng loài giữa hai con đực.
Hoạt động giao phối thưa dần sau khi mặt trời lặn, các cá thể bơi chậm rãi hoặc lơ lửng gần đáy biển, và khi màn đêm buông xuống, chúng ẩn mình vào kẽ, hốc hở trên mỏm san hô hoặc đá tảng.

## Các loài
Có tất cả 21 loài được công nhận trong chi này, bao gồm:
- Paracheilinus alfiani Allen, Erdmann & Yusmalinda, 2016[2]
- Paracheilinus amanda Tea & Walsh 2023[3]
- Paracheilinus angulatus Randall & Lubbock, 1981
- Paracheilinus attenuatus Randall, 1999
- Paracheilinus bellae Randall, 1988
- Paracheilinus carpenteri Randall & Lubbock, 1981
- Paracheilinus cyaneus Kuiter & Allen, 1999
- Paracheilinus filamentosus Allen, 1974
- Paracheilinus flavianalis Kuiter & Allen, 1999
- Paracheilinus hemitaeniatus Randall & Harmelin-Vivien, 1977
- Paracheilinus lineopunctatus Randall & Lubbock, 1981
- Paracheilinus mccoskeri Randall & Harmelin-Vivien, 1977
- Paracheilinus nursalim Allen & Erdmann, 2008[4]
- Paracheilinus octotaenia Fourmanoir, 1955
- Paracheilinus paineorum Allen, Erdmann & Yusmalinda, 2016 [2]
- Paracheilinus piscilineatus (Cornic, 1987)
- Paracheilinus rennyae Allen, Erdmann & Yusmalinda, 2013
- Paracheilinus rubricaudalis Randall & Allen, 2003
- Paracheilinus togeanensis Kuiter & Allen, 1999
- Paracheilinus walton Allen & Erdmann, 2006
- Paracheilinus xanthocirritus Allen, Erdmann & Yusmalinda, 2016[2]